# Micubiši A5M
Micubiši A5M (japonsky: 三菱A5M) byl celokovový jednoplošný palubní stíhací letoun japonského císařského námořního letectva. Spojenecké kódové označení pro A5M bylo Claude. V japonském námořnictvu byl typ označován jako palubní stíhací letoun typ 96 (九六式艦上戦闘機, 96 šiki kandžó sentóki). A5M byl hlavním stíhacím typem japonského námořnictva během prvních let druhé čínsko-japonské války. Byl poměrně rozšířeným typem na samém začátku druhé světové války v Tichomoří a dočkal se omezeného nasazení na Filipínách a v některých dalších bitvách. Nicméně stroj byl rychle vyřazován ze služby a do poloviny roku 1942 byl prakticky u všech bojových leteckých jednotek námořnictva nahrazen stíhačkou Micubiši A6M (Zero). V posledních měsících druhé světové války byly všechny zbývající letadla (včetně cvičných) masivně nasazena při útocích kamikaze.
Letoun se vyznačoval výbornou obratností a dobrou odolností. Jeho slabinou byla výzbroj a postupem doby i rychlost a dolet. Celkem bylo vyrobeno 998 letounů všech verzí.

## Vývoj
V roce 1934 zahájil japonský Námořní letecký úřad vývojový program 9 ši. Díky tomuto rozsáhlému programu brzo vzniklo několik slavných bojových letounů. Jedním z nich bylo palubní stíhací letadlo Typ 96, později známý jako Micubiši A5M. Prototyp letounu poprvé vzlétl 4. února 1935 poháněný hvězdicovým devítiválcem Nakadžima Kotobuki 5 o výkonu 441 kW s dvoulistou na zemi stavitelnou vrtulí. Druhý prototyp dostal křídlo bez lomení do W s instalovanými vztlakovými klapkami. Pohon zajišťoval výkonnější motor Nakadžima Kotobuki 3 o výkonu 526 kW. Třetí prototyp obdržel pohonnou jednotku Nakadžima Hikari 1 o výkonu 588 kW, který byl instalován i do čtvrtého až šestého prototypu.
Od podoby druhého prototypu Ka-14 se sériové stroje A5M1 lišily upraveným krytem motoru, tvarem zádě trupu a objemem palivových nádrží zvětšeným o 130 l. Poháněly je motory Kotobuki 2 Kai 1 o výkonu 463 kW. Výzbroj tvořily dva synchronmizované kulomety Type 89 ráže 7,7 mm v trupu před kabinou. Celková produkce dosáhla počtu 75 exemplářů. Jeden stroj verze A5M1a nesl výzbroj dvou kanónů Oerlikon FF ráže 20 mm v křídle.
V polovině roku 1937 začala výroba verze A5M2a s motorem Kotobuki 2 Kai 3A o výkonu 507 kW s třílistou kovovou vrtulí. Z důvodu zachování těžiště byla mírně zkrácena příď trupu. Do konce roku 1937 vzniklo 36 letounů této verze.
Verze A5M2b se odlišovala motorem Kotobuki 3 v kratším krytu typu NACA. Zaveden byl odsuvný kryt kabiny a zvýšený hřbet trupu za ní. Později vyrobené letouny A5M2b se opět vrátily k otevřenému kokpitu. Stroj mohl nést dvě pumy o hmotnosti 30 kg. U společnosti Micubiši vzniklo do roku 1938 108 strojů A5M2b, dalších 16 pak u 21. námořního arzenálu ve městě Omura.
Jediný stroj verze A5M3a vzniklý přestavbou z A5M1 poháněl kapalinou chlazený dvanáctiválec Hispano-Suiza 12Xcrs o výkonu 507 kW. Vyzbrojen byl kanónem Hispano-Suiza HS-404 v ose vrtule.
V roce 1938 byla zahájena produkce verze A5M4 s motorem Kotobuki 41 o výkonu 577 kW, pod centroplán mohla být zavěšena pevná přídavná nádrž o objemu 160 l, později i 210 l. Letouny pozdější výroby obdržely motor Kotobuki 41 Kai. Do roku 1941 mateřská továrna dodala 389 kusů, 161 vzniklo v 21. námořním arzenálu a 39 strojů dodala firma Watanabe.
V letech 1942 až 1944 bylo 103 kusů přestavěno na dvoumístnou cvičnou verzi A5M4-K.
Bylo to vůbec první japonské jednoplošné stíhací letadlo a jeho nástup znamenal definitivní konec japonské závislosti na cizích konstrukcích. Za jeho vývojem stál inženýr jménem Džiró Horikoši, který se na konci války významně podílel na vývoji vynikajícího letounu Micubiši A7M.

## Nasazení
Brvní bojové nasazení typu proběhlo v roce 1937 krátce po začátku druhé japonsko-čínské války. V červenci 1937 byla v Číně nasazena 13. kokutai vybavená A5M. V září 1937 se jednotka účastnila bojů nad městem Nanking. Zřejmě největší leteckou bitvou, do které se A5M zapojily, bylo střetnutí nad Hankow 25. dubna 1938. V roce 1941 začaly být nahrazovány typem A6M2, ale ještě v prosinci 1941 sloužily na lehkých letadlových lodích Hóšó, Rjúdžó, Šóhó a Zuihó i u několika pozemních jednotek. Zasáhly do bojů nad Filipínami, Malajsií, Novou Británií i při amerických útocích na Marshallovy ostrovy na začátku roku 1942 a v květnu 1942 během bojů v Korálovém moři. Po zbytek války sloužily především k výcviku, poslední byly použity při sebevražedných operacích. 

## Varianty letounu

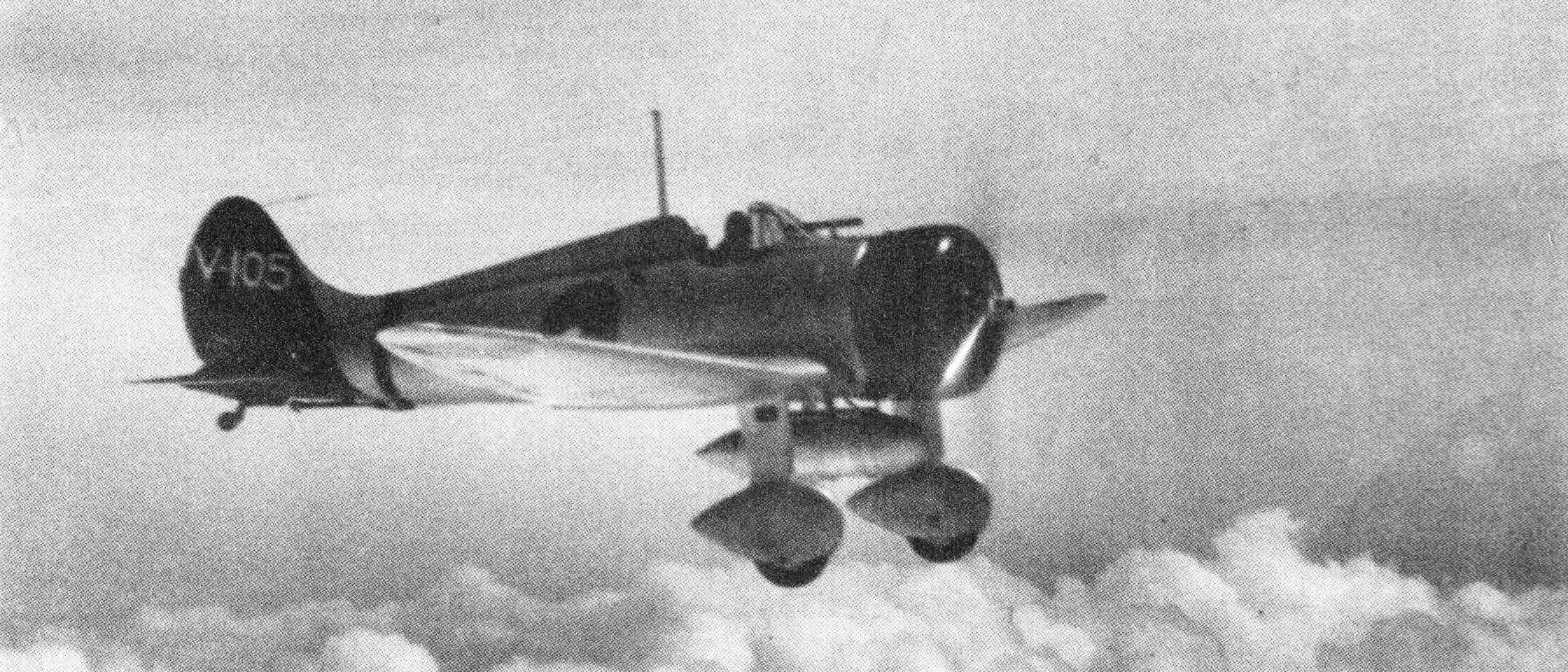
Micubiši A5M

- Micubiši Ka-14 : První prototypy (firemní označení)
- Micubiši A5M1 : První sériová verze s uzavřenou kabinou.
- Micubiši A5M2a : Druhá sériová verze se silnějším motorem a otevřenou kabinou, kterou si vynutil tlak pilotů.
- Micubiši A5M2b : Zabudován ještě silnější motor s třílistou vrtulí.
- Micubiši A5M3 : Jediný pokusný prototyp s 20mm kanónem pálícím skrz vrtuli, který nebyl přijat.
- Micubiši A5M4 : Řada menších úprav podle bojových zkušeností a větší vytrvalost letu.
- Micubiši A5M4-K : Dvoumístný cvičný stroj vyráběný do roku 1944, postaveno 103 letounů

## Specifikace (A5M)

Třípohledový nákres A5M4

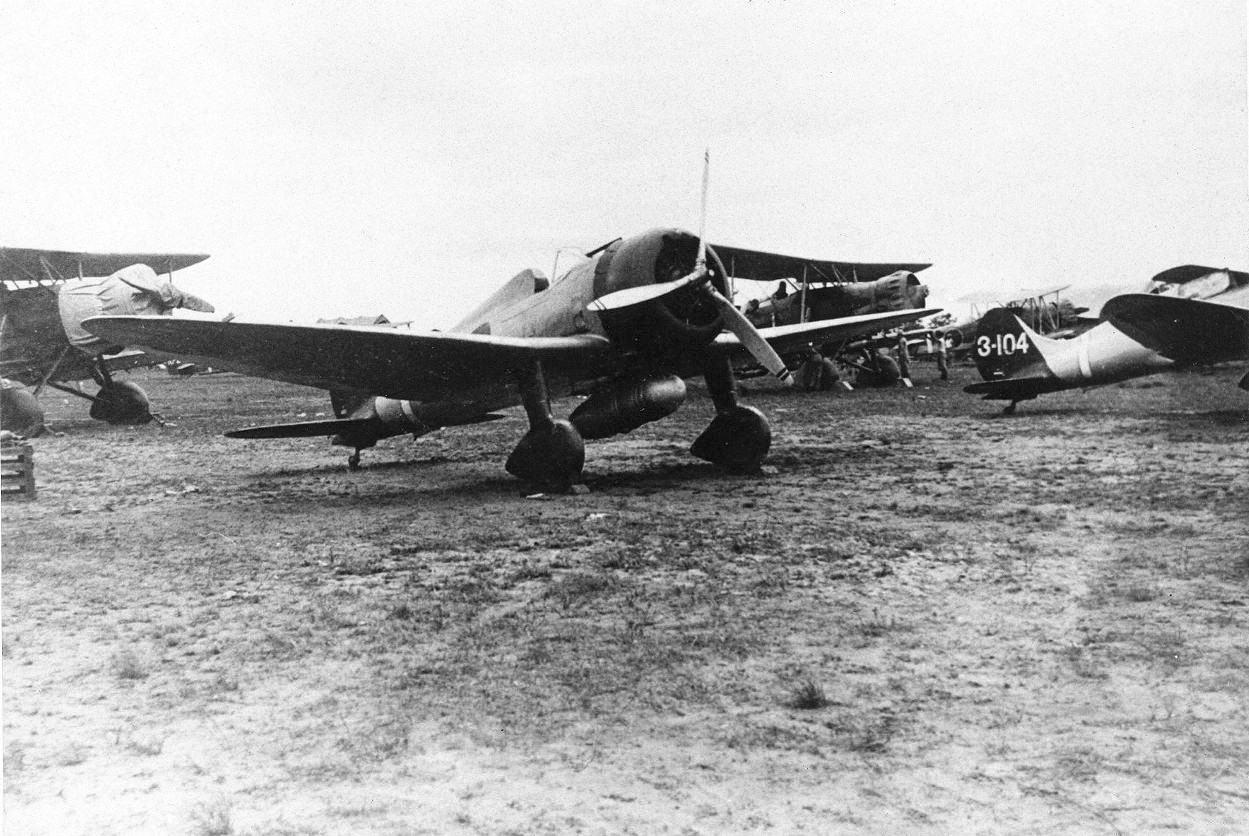
A5M2b

### Technické údaje
- Posádka: 1
- Délka: 7,6 m
- Rozpětí: 11,0 m
- Výška: 3,30 m
- Plocha křídla: 17,8 m²
- Hmotnost (prázdný): 1 216 kg
- Hmotnost (naložen):
- Maximální vzletová hmotnost: 1 708 kg
- Pohonná jednotka: 1 × devítiválcový hvězdicový motor Nakadžima Kotobuki 41
- Výkon pohonné jednotky:: 585 kW
- Plocha čelního odporu:
- Štíhlost křídla:
- Zásoba paliva:

### Výkony
- Maximální rychlost: 440 km/h
- Cestovní rychlost:
- Akční rádius: 1 200 km s přídavnými nádržemi
- Dostup: 9 800 m
- Stoupavost: 850 m/min
- Zátěž křídla: 93,7 kg/m²
- Tah/Hmotnost: 316 W/kg

### Výzbroj
- 2 x 7,7mm letecký kulomet typu 97
- Dva závěsy na konci křídla pro dvě malé pumy (30 kg)